# DKK3
DKK3‏ (Dickkopf WNT signaling pathway inhibitor 3) هوَ بروتين يُشَفر بواسطة جين DKK3 في الإنسان.